# Sofi Oksanen
Sofi Oksanen   (Jyväskylä, 7 de gener de 1977) és una escriptora contemporània finlandesa. Va néixer a Jyväskylä, filla de pare finlandès i mare estoniana. Fins a l'actualitat, Oksanen ha publicat quatre novel·les i una obra de teatre. Ha rebut diversos premis literaris per la seva obra, així com el reconeixement de la crítica i del públic. Entre aquests guardons destaca el Premi de Literatura del Consell Nòrdic el 2010.

## Biografia
Sofi Oksanen va néixer i créixer a Jyväskylä, Finlàndia Central. El seu pare era un electricista finès, mentre que la mare era una enginyera estoniana que va créixer en aquest país mentre va estar sotmès a la Unió Soviètica i va emigrar a Finlàndia el 1970. Oksanen va estudiar literatura a la Universitat de Jyväskylä i a la Universitat de Hèlsinki i dramatúrgia a l'Acadèmia Teatral de Hèlsinki. Oksanen és molt activa en els debats públics de Finlàndia amb aparicions en diversos mitjans escrits i audiovisuals. Ella mateixa s'identifica com a bisexual i ha patit diversos desordres alimentaris. El 2009 va rebre un premi dels organitzadors de l'Orgull de Hèlsinki pel seu activisme a favor dels moviments LGBT en els estats bàltics (Estònia, Letònia i Lituània, així com Rússia).

## Obra
Oksanen va començar a ser coneguda amb la novel·la Stalinin lehmät ("Les vaques de Stalin") (2003), un text al voltant d'una noia jove que tenia un desordre alimentari en imatge a algunes dones que van emigrar d'Estònia a Finlàndia. Va ser nominada per al premi Runeberg. Dos anys més tard, apareixia Baby Jane (2005), de nou amb el tema de l'ansietat, el desordre i la violència en les parelles lesbianes.
La primera obra teatral fou Puhdistus (”Purga”) i va ser estrenada al Teatre Nacional de Finlàndia el 2007. A partir d'aquesta obra teatral també va escriure la novel·la Puhdistus (2008). Va assolir el número 1 de vendes en ficció a Finlàndia quan fou publicada i va rebre nombrosos premis, tant a Finlàndia, com a l'estranger, i se n'ha fet una pel·lícula el 2012, produïda per Markus Selin.
Aquesta peça teatral va tenir estrena americana a La MaMa Experimental Theatre Club, de Nova York, el 10 de febrer de 2011. El text fou traduït per Eva Buchwald i fou dirigit per Zishan Ugurlu.
Des de l'octubre de 2011, l'obra ha estat interpretada en més d'11 països, amb produccions a Oslo, París, Lisboa, Madrid, Estocolm, Reykjavík... Lituània, Alemanya i Hongria. A Londres es va estrenar i representar durant un mes al Teatre Arcola amb direcció d'Elgiva Field. A Barcelona s'ha representat al Teatre Nacional de Catalunya l'abril i maig del 2015.
El 2012, Oksanen va publicar un mapa dels Gulags soviètics, dibuixat per Niilo Koljonen, a l'Arxiu Nacional Sonor.
La quarta novel·la, "Kun kyyhkyset katosivat" (Quan els coloms desapareixen) es va publicar a finlàndia el 31 d'agost de 2012.

## Premis
A Finlàndia, Oksanen ha rebut premis molt prestigiosos com el Premi Finlàndia (2008), el Premi Runeberg (2009) i el Premi de Literatura del Consell Nòrdic (2010) per la novel·la Puhdistus.
A l'estranger, ha guanyat el premi FNAC de França el 2010, escollida entre 300 obres publicades a França i amb bones crítiques. Fou el primer cop que el premi es donava a un estranger. Puhdistus va ser també la primera obra finesa a guanyar el Prix Femina Étranger. i la primera obra d'una autora finesa que guanyava el Premi de Literatura del Consell Nòrdic.
El desembre de 2010, el Parlament Europeu li va atorgar el premi Llibre Europeu de l'any per la novel·la Puhdistus, compartit amb Roberto Saviano.
El 2009, el diari més important d'Estònia, el Postimees va nomenar Sofi Oksanen com a "Persona de l'any" en una decisió unànime, en paraules de l'editor en cap Merit Kopli. El 2010 el president d'Estònia Toomas Hendrik Ilves va condecorar Oksanen amb l'Ordre de la Creu de Terra Mariana, IV classe. El novembre de 2012, el president de Finlàndia, Sauli Niinistö, va condecorar-la amb la medalla de l'Orde del Lleó de Finlàndia (premi per a artistes i encryptors). El 2013, va ser premiada amb el Premi Nòrdic de l'Acadèmia Sueca, la primera dona finesa que rebia aquest premi.